# Sudan Tribune
El Sudan Tribune és un portal d'internet de notícies sobre el Sudan i el Sudan del Sud, inclosa la cobertura de notícies (d'agències de notícies pròpies o alienes), les anàlisis i comentaris, els informes oficials i comunicats de premsa de diverses organitzacions, i mapes. Afirma haver tingut més de 5 milions de visites el 2005 i més de 12 milions (gairebé un milió de visitants únics absoluts) el 2008.
La seva seu està a París (França) i, per tant, evita la censura del govern sudanès.